# میشائیل کرمر
میشائیل رابرت کرمر (انگلیسی: Michael Robert Kremer؛ زادهٔ ۱۲ نوامبر ۱۹۶۴) دانشمند در زمینه اقتصاد توسعه و اقتصاد سلامت و استاد دانشگاه هاروارد اهل ایالات متحده آمریکا است. او در سال ۲۰۱۹ به همراه استر دوفلو و آبیجیت بنرجی برای «رویکرد تجربی برای کاهش فقر جهانی» برنده جایزه یادبود نوبل علوم اقتصادی شد.

## تحصیلات
میشائیل کرمر در سال ۱۹۸۵ لیسانس علوم اجتماعی و در سال ۱۹۹۲ دکترای اقتصاد را از دانشگاه هاروارد دریافت نمود و از سال ۱۹۹۲ تا ۱۹۹۳ تحقیقات فوق دکترایش را در مؤسسه فناوری ماساچوست ادامه داد. وی پس از دریافت مدرک فوق دکترای اقتصاد از ام‌آی‌تی در بهار سال ۱۹۹۳ به عنوان استادیار مدعو (مهمان) در دانشگاه شیکاگو شروع به فعالیت نمود، سپس به ام‌آی‌تی رفت و بعنوان استاد از سال ۱۹۹۳ تا ۱۹۹۹ در آنجا مشغول به تدریس گشت. کرمر از سال ۱۹۹۹ به بعد هم استاد تمام وقت در دانشگاه هاروارد است.